# Topomyia irianensis
Topomyia irianensis är en tvåvingeart som beskrevs av Ichiro Miyagi och Toma 1997. Topomyia irianensis ingår i släktet Topomyia och familjen stickmyggor. Inga underarter finns listade i Catalogue of Life.